# Sumony
Sumony è un comune dell'Ungheria di 508 abitanti (dati 2001) situato nella contea di Baranya, regione Transdanubio Meridionale